# تيريل روثري
تيريل روثري هي ممثلة كندية، ولدت في 9 نوفمبر 1962 بفانكوفر في كندا.

## أعمال

### مسلسلات
- الطبيب الجيد
- المسافرون
- ستارغيت إس جي 1
- نزل بيتس[2]

## وصلات خارجية
- تيريل روثري على موقع IMDb (الإنجليزية)
- تيريل روثري على موقع ميتاكريتيك (الإنجليزية)
- تيريل روثري على موقع روتن توميتوز (الإنجليزية)
- تيريل روثري على موقع ألو سيني (الفرنسية)
- تيريل روثري على موقع أول موفي (الإنجليزية)
- تيريل روثري على موقع إن إن دي بي (الإنجليزية)
- تيريل روثري على موقع قاعدة بيانات الفيلم (الإنجليزية)
- تيريل روثري على موقع كينوبويسك (الروسية)